# 郷野目
郷野目（ごうのめ）は、福島県福島市の大字である。郵便番号は960-8161。

## 地理
福島市街地の南部に位置し、市内杉妻地区に属する。北で南町と、東で濁川を挟み鳥谷野と、南から西にかけ太平寺と、北西で方木田とそれぞれ隣接する。町村制施行以前の郷野目村の流れを汲む地域である。域内は郊外の住宅地、街道沿いの商業地として発展しており、中央部を南北に縦断する福島市道47号南町浅川線（旧国道4号）と、北部を東西に横断する国道115号福島西バイパスといった幹線道路に沿いに店舗が軒を連ねる。中央部には日東紡績福島工場の敷地が広がる。上町に所在する 福島警察署及び当地に所在する福島南消防署杉妻出張所がそれぞれ管轄にあたる。

### 河川
- 濁川
  - 大森川

### 主な字
- 金込町
- 上
- 木ノ下
- 師々田
- 台田
- 仲
- 東
- 宝来町
- 向町
- 向川原

## 世帯数と人口
2022年（令和4年）2月28日現在の世帯数と人口は以下の通りである。
| 大字   | 世帯数  | 人口   |
| ------ | ------- | ------ |
| 郷野目 | 577世帯 | 1093人 |

## 小・中学校の学区
市立小・中学校に通う場合、学区は以下の通りとなる。
| 番地 | 小学校             | 中学校                 |
| ---- | ------------------ | ---------------------- |
| 全域 | 福島市立清明小学校 | 福島市立福島第一中学校 |

## 交通

### 鉄道
- 域内に西端をJR東北本線が通過する。最寄り駅はJR東北本線福島駅、南福島駅である。
  - かつては東北本線と日東紡績福島工場とを連絡する専用貨物線が敷設されていた。現在は宅地などとなっており、鉄道施設は残っていない。

### 道路
- 国道115号福島西バイパス
  - 濁川橋
  - 方木田跨線橋
- 福島市道47号南町浅川線
  - 荒川橋

### バス
福島交通路線バス
- （福島駅方面） - 荒川橋 - 日東前 - （蓬莱団地・医大方面）
  - 医大・立子山経由飯野
  - 桜台経由医大
  - 蓬莱団地
  - 医大経由二本松
  - 美郷経由二本松
  - 清水町経由医大
  - 伏拝・蓬莱小経由医大

## 施設
- 福島南消防署杉妻出張所
- 日本キリスト教会南福島教会
- 大東銀行福島南支店
- 日東紡績福島工場
- 福島日産自動車福島郷野目店（旧日産サティオ福島本社・福島店）
- 福島ダイハツ販売ふくしま郷野目店